# Plaza de Armas (estación del Metro de Santiago)
Plaza de Armas es una estación ferroviaria que forma parte de la red del metro de Santiago de Chile. Sirve de combinación entre las líneas 3 y 5 ubicándose por subterráneo entre las estaciones Santa Ana y Bellas Artes de la línea 5, bajo la Plaza de Armas de Santiago, en la comuna homónima; y entre Puente Cal y Canto y Universidad de Chile. de la línea 3.
La zona de conexión entre las Líneas 3 y 5 en esta estación posee la escalera mecánica más larga de Chile, de acuerdo a la longitud de su diagonal, correspondiente a 37 metros.

## Historia
La estación fue construida inicialmente como punto de detención de la Línea 5, en su primera extensión que se realizó desde la estación Baquedano hasta la estación Santa Ana —punto de combinación con la Línea 2—; durante las excavaciones realizadas en 1998 se encontraron numerosos restos arqueológicos en la zona de la Plaza de Armas, principalmente de la época previa a la llegada de los conquistadores españoles y de la época colonial.
El pique para la construcción de la estación correspondiente a la Línea 3 iba a estar ubicado originalmente frente a la Catedral Metropolitana de Santiago, frente a la Plaza de Armas; sin embargo, el 30 de diciembre de 2014 se anunció el cambio de ubicación debido a que la plaza había sido recientemente remodelada y la construcción implicaría nuevamente la destrucción del pavimento.
En enero de 2022 la arquitecta Loreto Lyon y el arquitecto Alejandro Beals fueron reconocidos como «los arquitectos del año» por CityLab Santiago debido a su edificio sobre la estación Plaza de Armas, el cual sirve de acceso hacia la Línea 3, en la esquina de calles Bandera y Catedral.

## Características y entorno

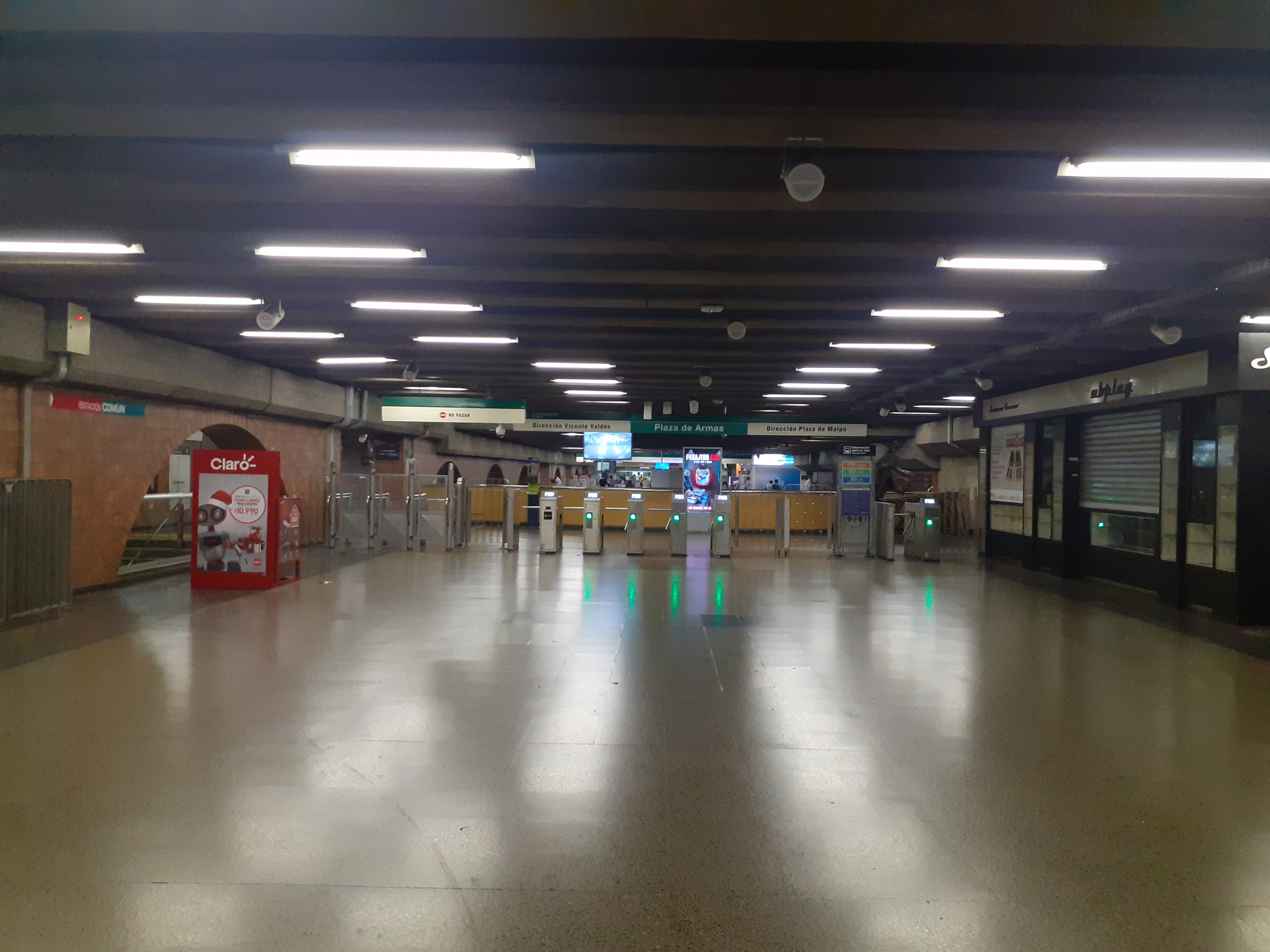
Mesanina oriente de la estación de la Línea 5.

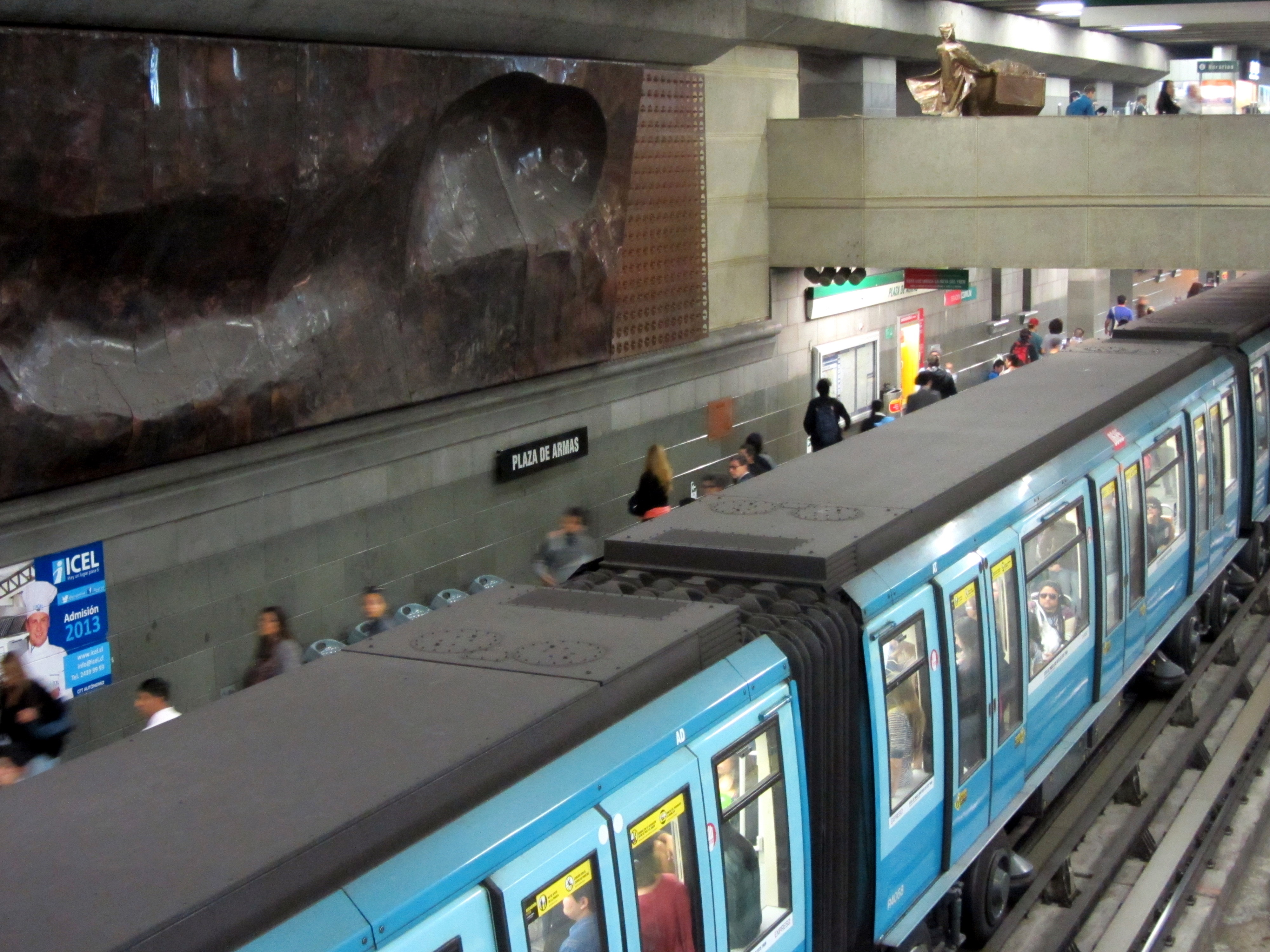
Un tren detenido en Plaza de Armas (Línea 5); en la pared, el mural de Elisa Aguirre; en la mesanina, la escultura de Hernán Puelma.

Exhibe una corriente de pasajeros considerable y constante, debido principalmente a su céntrica ubicación, bajo la Plaza de Armas, centro de reunión y confluencia de la ciudad. La estación en sí no destaca por ser de gran tamaño tal como Quinta Normal o Baquedano, por ejemplo, pero sus andenes anchos cumplen muy bien su función y existen 4 salidas por andén, y 6 accesos a la estación: dos en calle Puente, uno en calle 21 de Mayo, dos en la Plaza de Armas (uno hacia el paseo Ahumada y otro en la plaza misma) y otro en la intersección de Bandera con Catedral (este último inaugurado en enero de 2019 junto a la Línea 3).
El entorno es el más céntrico de todas las estaciones de la red. En los costados de la calle Plaza de Armas, en el sentido de las agujas del reloj están el Correo Central, recinto de Correos de Chile, el Palacio de la Real Audiencia, hoy Museo Histórico Nacional, la Municipalidad de Santiago, el portal Fernández Concha y la catedral.
En la estación, por el acceso oriente, en la zona de boleterías hay un bibliometro (servicio de préstamo de libros ). También cuenta con obras de arte; así, en la zona de los andenes se colocó en 2006 un mural escultórico en cobre de la escultora Elisa Aguirre, quien había ganado el año anterior el concurso al que había convocado Codelco; en la mesanina, a fines de 2014, fue instalada la escultura en bronce de Hernán Puelma El pionero.
Hacia los cuatro puntos cardinales hay un extenso comercio y actividades culturales. Hacia el sur están los concurridos paseos Ahumada, Huérfanos y Estado, que destacan por la gran cantidad de actividad económica y de la presencia de las grandes tiendas del retail chileno.
Existen también un sinnúmero de edificios públicos y monumentos nacionales, como el del antiguo Congreso Nacional, los Tribunales de Justicia, el del Banco de Chile, entre otros. En la calle Catedral, entre la Plaza de Armas y Morandé está la llamada Pequeña Lima, verdadero punto de encuentro de los inmigrantes peruanos.

### Accesos
| Acceso | Intersección                     |
| ------ | -------------------------------- |
| A      | Paseo Puente con Plaza de Armas  |
| B      | 21 de Mayo con Plaza de Armas    |
| C      | Plaza de Armas                   |
| D      | Paseo Ahumada con Plaza de Armas |
| E      | Bandera con Catedral             |

## MetroArte
Plaza de Armas cuenta en su interior con dos obras pertenecientes al programa de MetroArte, ambas ubicadas en el edificio correspondiente a la línea 5. Uno de los proyectos que se instalaron es El Pionero, creado por Hernán Puelma. Se trata de un minero montando un carro en movimiento, el cual está cubierto de láminas de cobre. Fue instalado en la estación en 2005 y fue creado como un homenaje al cobre chileno, por lo que se genera un enlace con el Mural Escultórico del Cobre, trabajo realizado por Elisa Aguirre.
Este mural está formado de tal manera que parezca que la estación contenga una pequeña mina en su interior, en la cual en su parte posterior se diseñaron cañones y a la derecha, una figura que puede interpretarse como la misma mina o una representación deformada de Chile. Fue instalado en 2006 y está compuesto por láminas electrolíticas de cobre.

## Origen etimológico
Su nombre se debe a que la estación se ubica bajo la Plaza de Armas, en pleno centro de Santiago, que es considerado como el "kilómetro cero" de Chile, dado que la ciudad capital desde su fundación fue creciendo en torno a la plaza.
El pictograma usado en la línea 3 también contribuye a esta idea, debido a que en él se representa a la plaza de la misma manera que se hacía en planos antiguos: un círculo al centro representando a la plaza junto con las calles que la rodean.

## Conexión con Red Metropolitana de Movilidad
La estación posee 6 paraderos de la Red Metropolitana de Movilidad en sus alrededores (sin la existencia del paradero 1), los cuales corresponden a:
| Paradero/ Código                               | Recorridos |
| ---------------------------------------------- | --- |
| Parada 2 / Metro Plaza de Armas (PA262)        | 214 (Los Libertadores) - 303 (Quilicura) - 307 (Lo Marcoleta) - 314 (Lo Marcoleta) |
| Parada 3 / Metro Plaza de Armas (PA417)        | 402 (Centro) - 504 (Hosp. Dipreca) - 505 (Peñalolén) - 508 (Av. Las Torres) - 514 (San Luis de Macul) |
| Parada 4 / Metro Plaza de Armas (PA422)        | 402 (Pudahuel) - 504 (El Tranque) - 505 (Cerro Navia) - 508 (Av. Mapocho) - 514 (Enea) |
| Parada 2 / San Antonio - Santo Domingo (PA421) | 504 (El Tranque) - 505 (Cerro Navia) - 508 (Av. Mapocho) - 514 (Enea) |
| Parada 1 / Monjitas - San Antonio (PA195)      | 116 (Centro) - 203 (La Pintana) - 203n (La Pintana) - 206 (La Pintana) - 207 (Av. Santa Rosa) - 208 (Centro) - 214 (Santa Olga) - 226 (Nonato Coo) - 230 (Centro) - B02 (Centro) - B02n (Plaza Italia) - B24 (Centro) - B30n (Centro) - B31n (Centro) |
| Parada 3 / Merced - San Antonio (PA820)        | 307 (Plaza Italia) - 307e (Plaza Italia) - 404 (El Descanso) - 517 (Peñalolén) |

## Galería

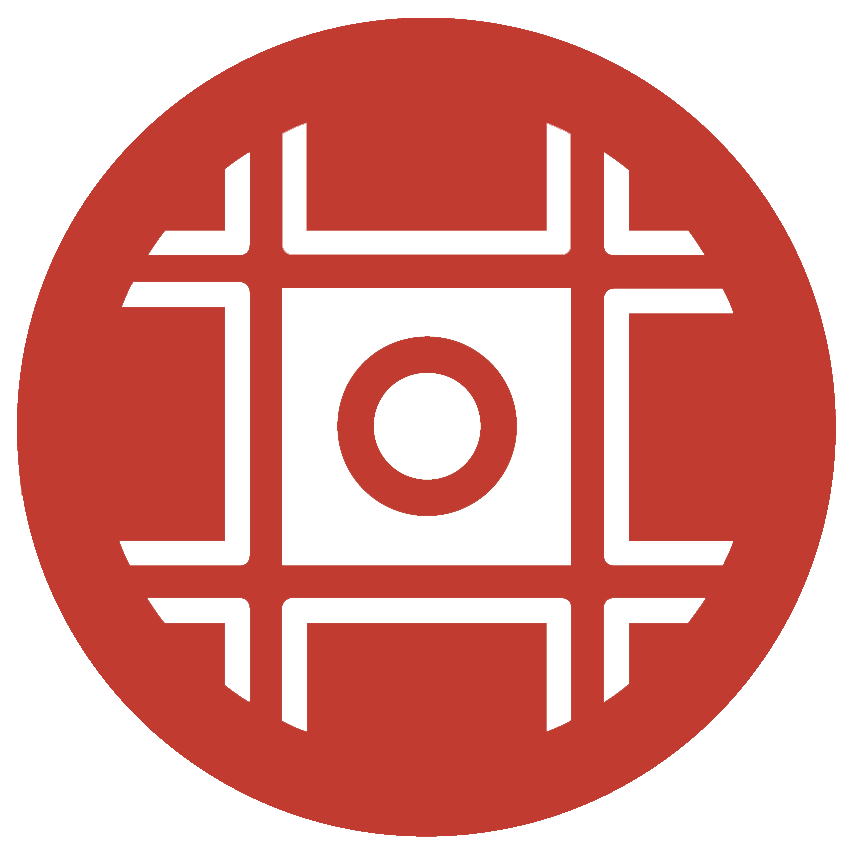
Pictograma que identifica a la estación desde 2019.
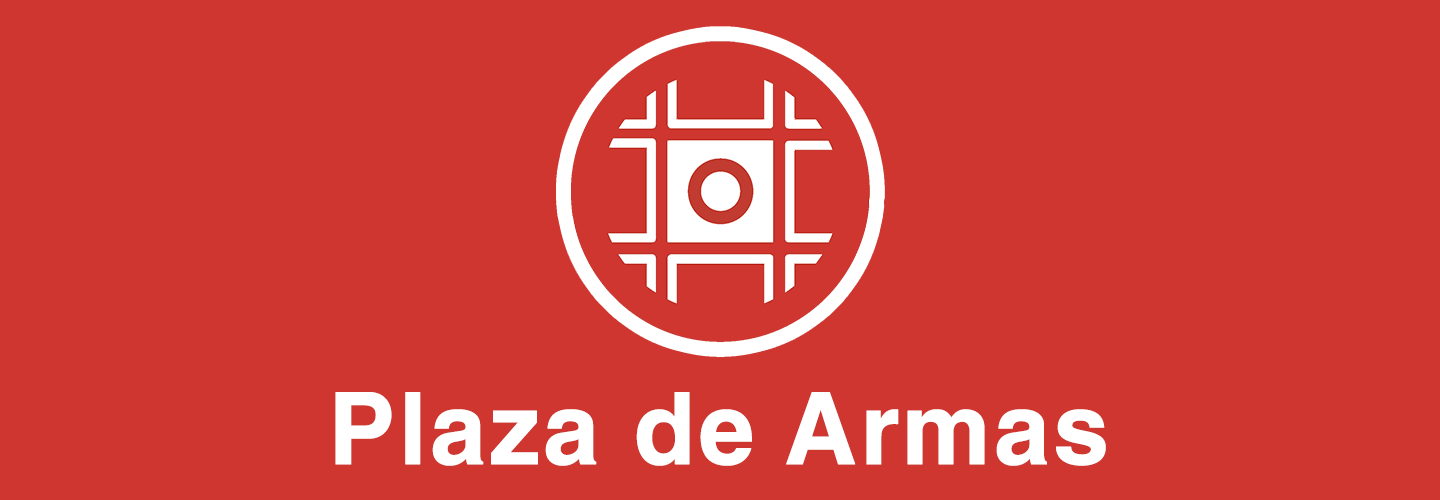
Cenefa utilizada en los andenes de la Línea 3.
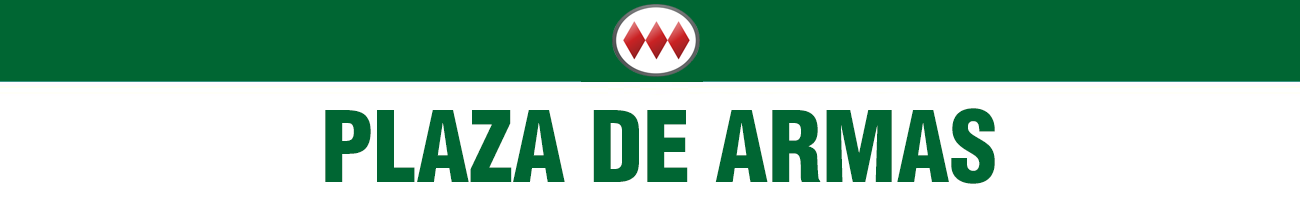
Cenefa utilizada en los andenes de la Línea 5.
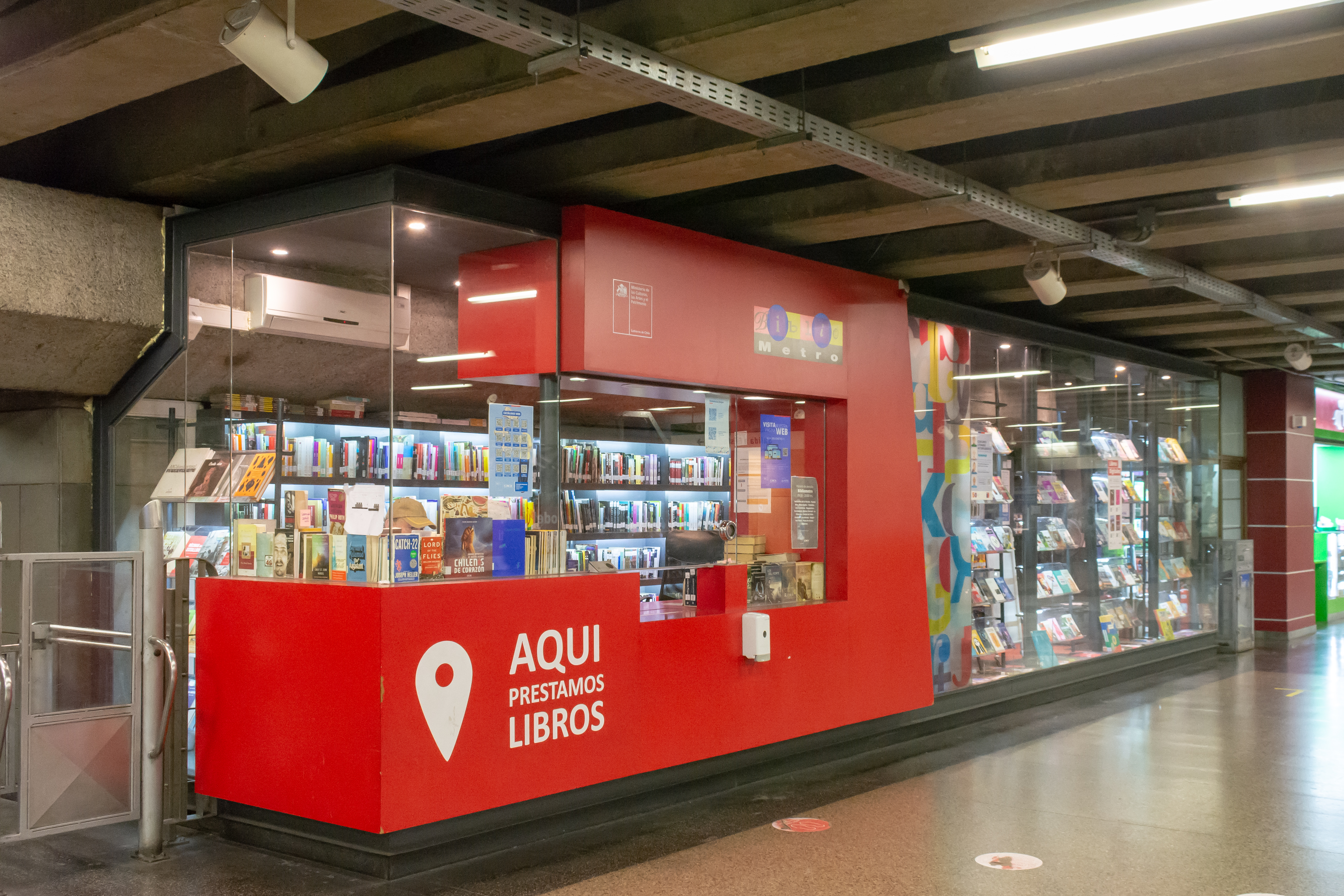
Bibliometro.
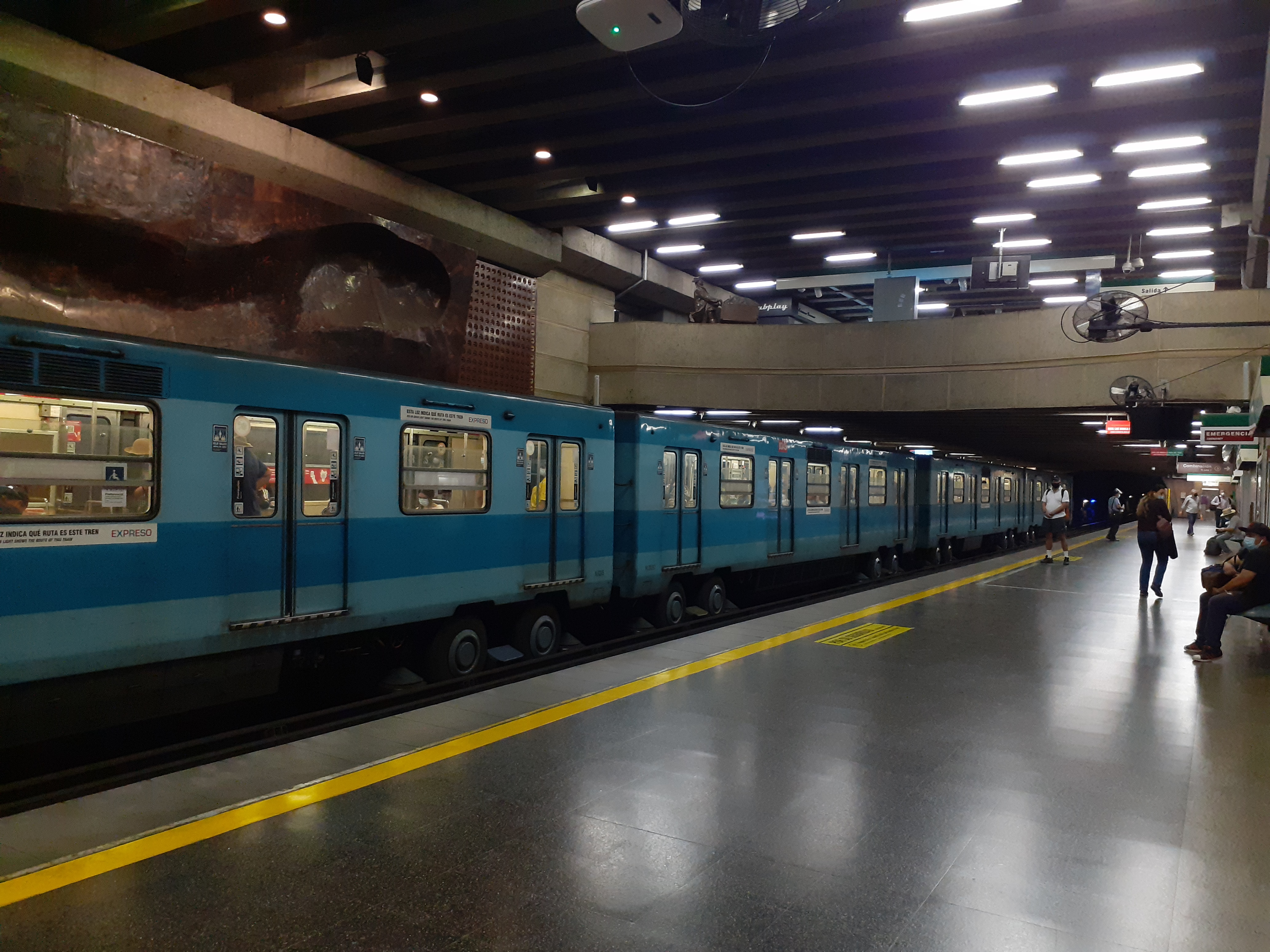
Un tren NS-74 detenido en la estación.
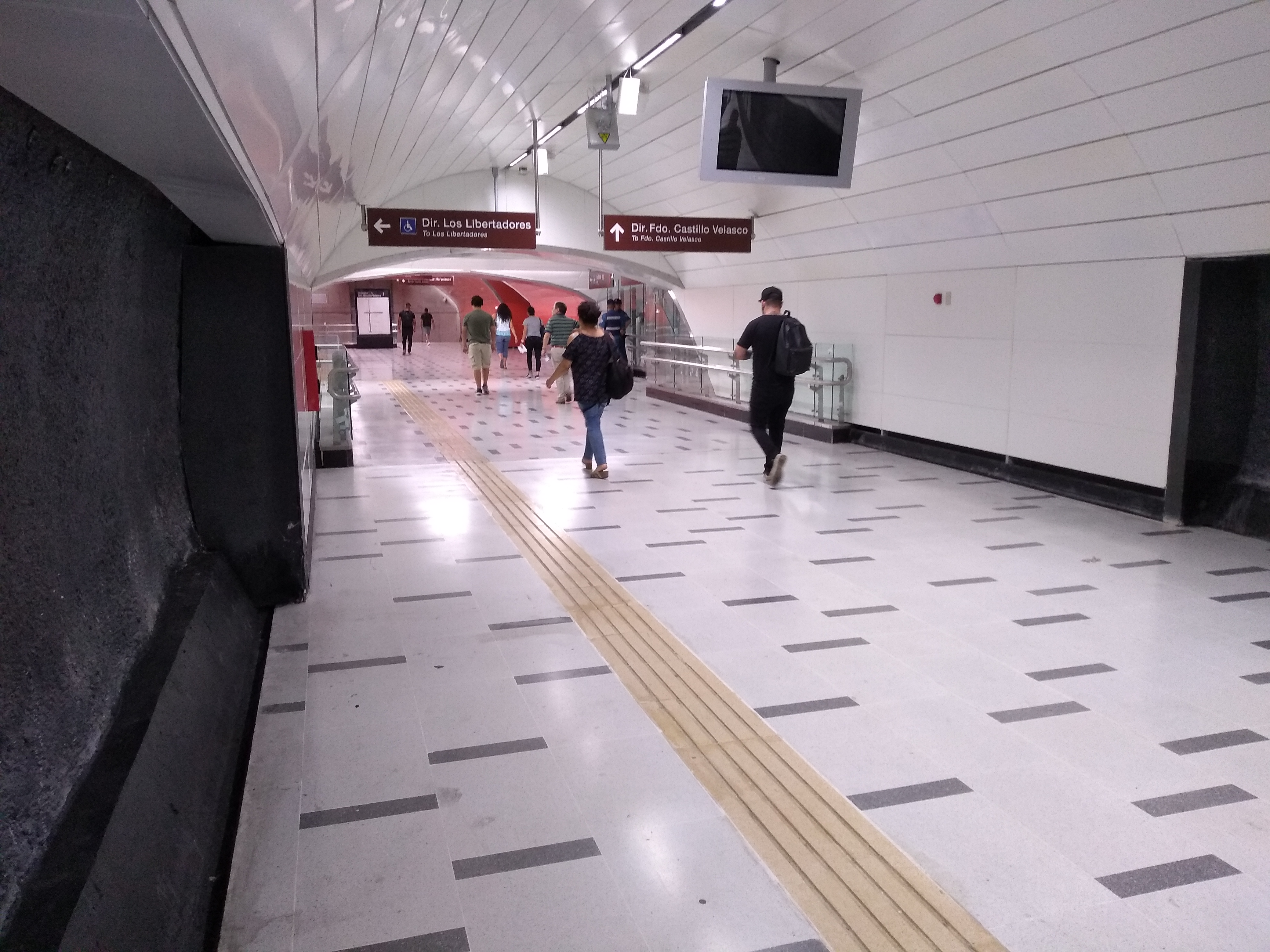
Nivel de combinación entre las líneas 3 y 5.